# Louis-Auguste Bisson

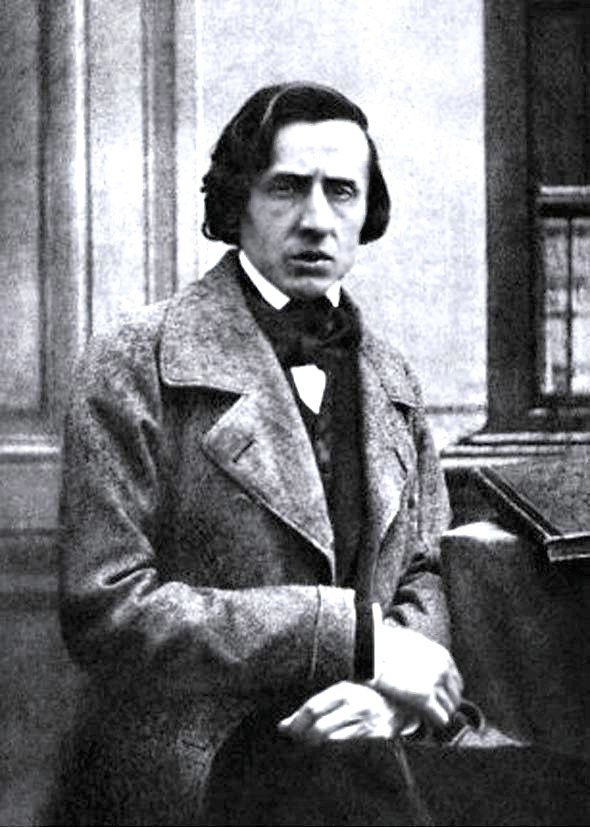
Louis-Auguste Bisson: jedna ze dvou známých fotografií Frederica Chopina, 1849

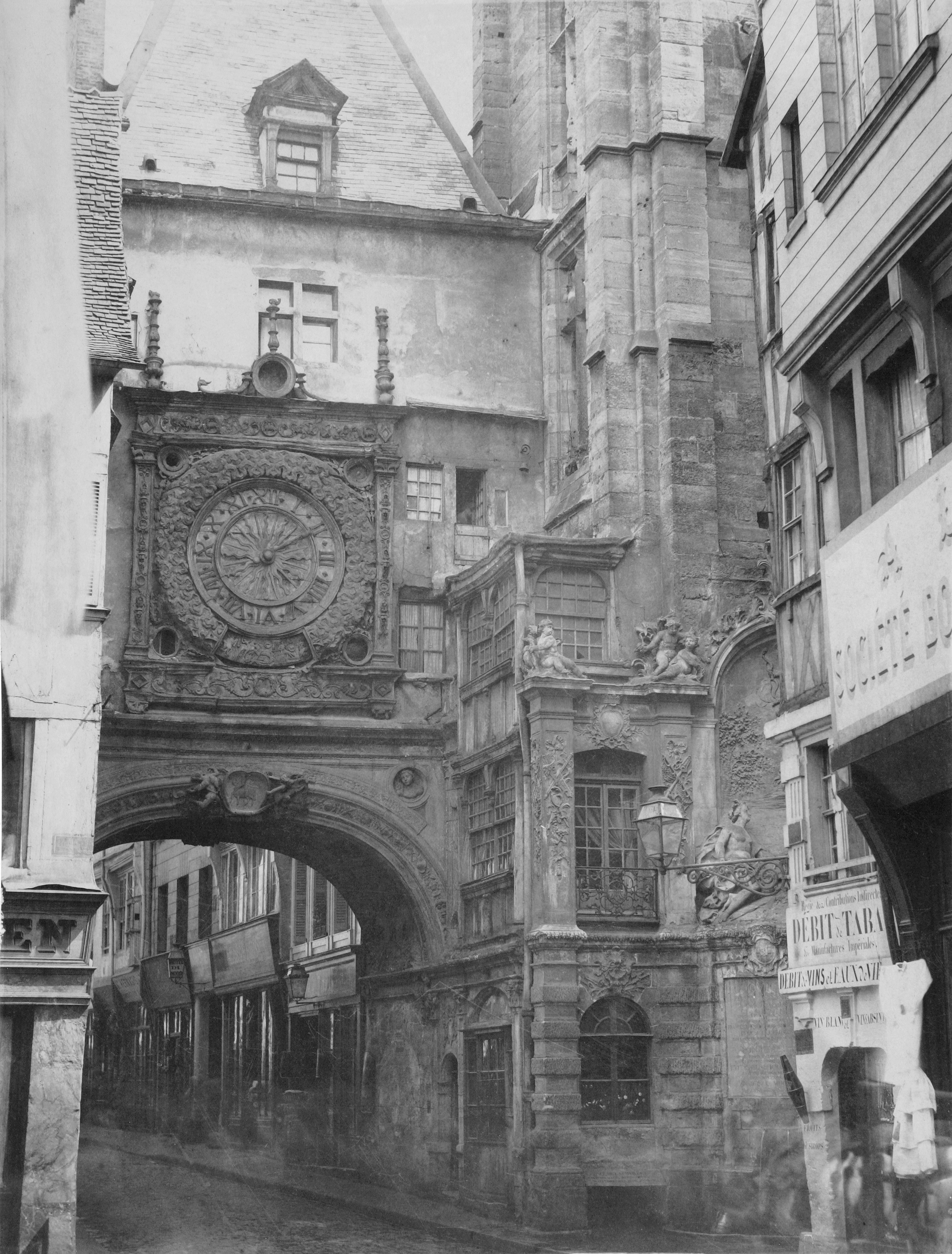
Bratři Bissonovi: Gros-Horloge, Rouen, před rokem 1864

Louis-Auguste Bisson (21. dubna 1814 Paříž – 12. května 1876 tamtéž) byl francouzský fotograf působící v 19. století. Fotografoval krajinu, architekturu a také portréty.

## Život a dílo
Bisson si otevřel vlastní fotografické studio poté, co dostudoval architekturu, na začátku roku 1841. Brzy vstoupil do firmy jako partner jeho bratr Auguste-Rosalie Bisson (1826–1900). Jejich studio bylo poblíž kostela La Madeleine v Paříži a proslavili se jako Bratři Bissonovi („Frères Bisson“).
V letech 1852-1853 cestoval Louis-Auguste Bisson po Španělsku a nafotografoval album horských krajin. 
V roce 1855 přicestoval do Paříže fotograf z Chicaga Samuel Masury, aby se od bratrů naučil dělat fotografický proces na skleněné negativy. Jejich krajiny a architektonické pohledy začaly dosahovat mezinárodního ohlasu.
V roce 1860 se zúčastnili společně s Napoleonem III. jeho návštěvy v Savojsku a Švýcarsku. Oba bratři tam pořídili pozoruhodné obrazy krajiny. Po obdržení povzbudivé reakce na jejich práci, vystoupili následující rok bratři Bissonovi na horu Mont Blanc, přičemž s nimi putovalo pětadvacet nosičů technického vybavení. Museli nahoru dopravit temnou komoru včetně kamínek na rozehřátí sněhu, vše okolo 250 kg. Fotografie byly provedeny s využitím kolodiového procesu na velkoformátové negativy, často až 30 × 40 cm.
Bratři odmítali zmenšit své obrazy na velikost „carte de visite“, a možná také proto po čtyřech letech ukončili svou podnikatelskou činnost.
Jedno z nejslavnějších děl připisované tomuto umělci je portrétní fotografie skladatele Frédérica Chopina. Původ portrétu však nebyl nikdy dostatečně vysvětlen, a dokonce byl vyřazen z výstavy Les Bissons Photographes v Bibliothèque Nationale v roce 1999.

## Výstavy
V roce 1977 byly fotografie obou bratrů prezentovány na výstavě documenta 6 v Kasselu v oddělení fotografie, a byly ukázány v kontrastu k současnému umění v rámci 150 let fotografie.

## Galerie

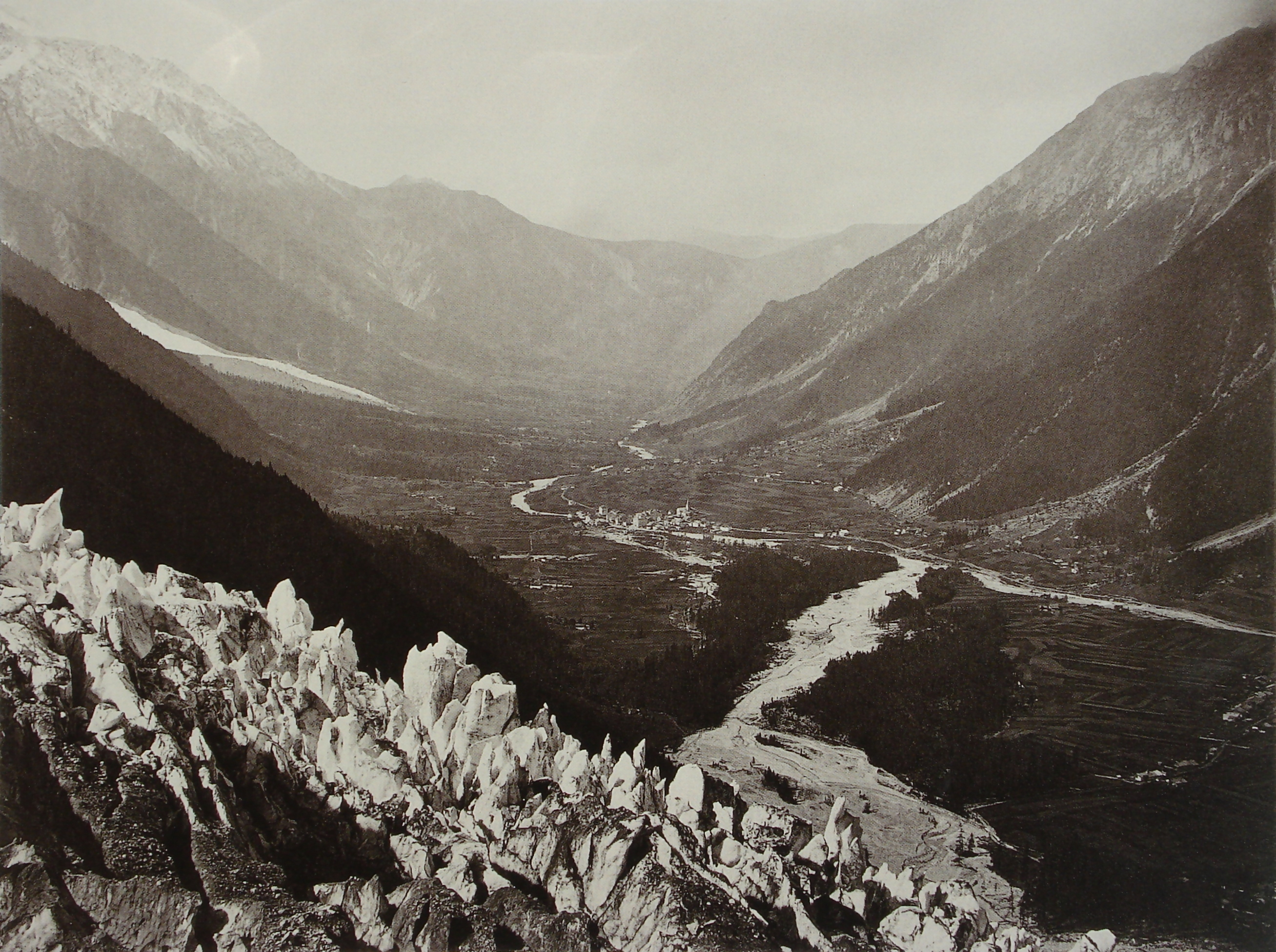
Bratři Bissonovi: Chamonix, 1860, Vallée de Chamonix vue du Chapeau
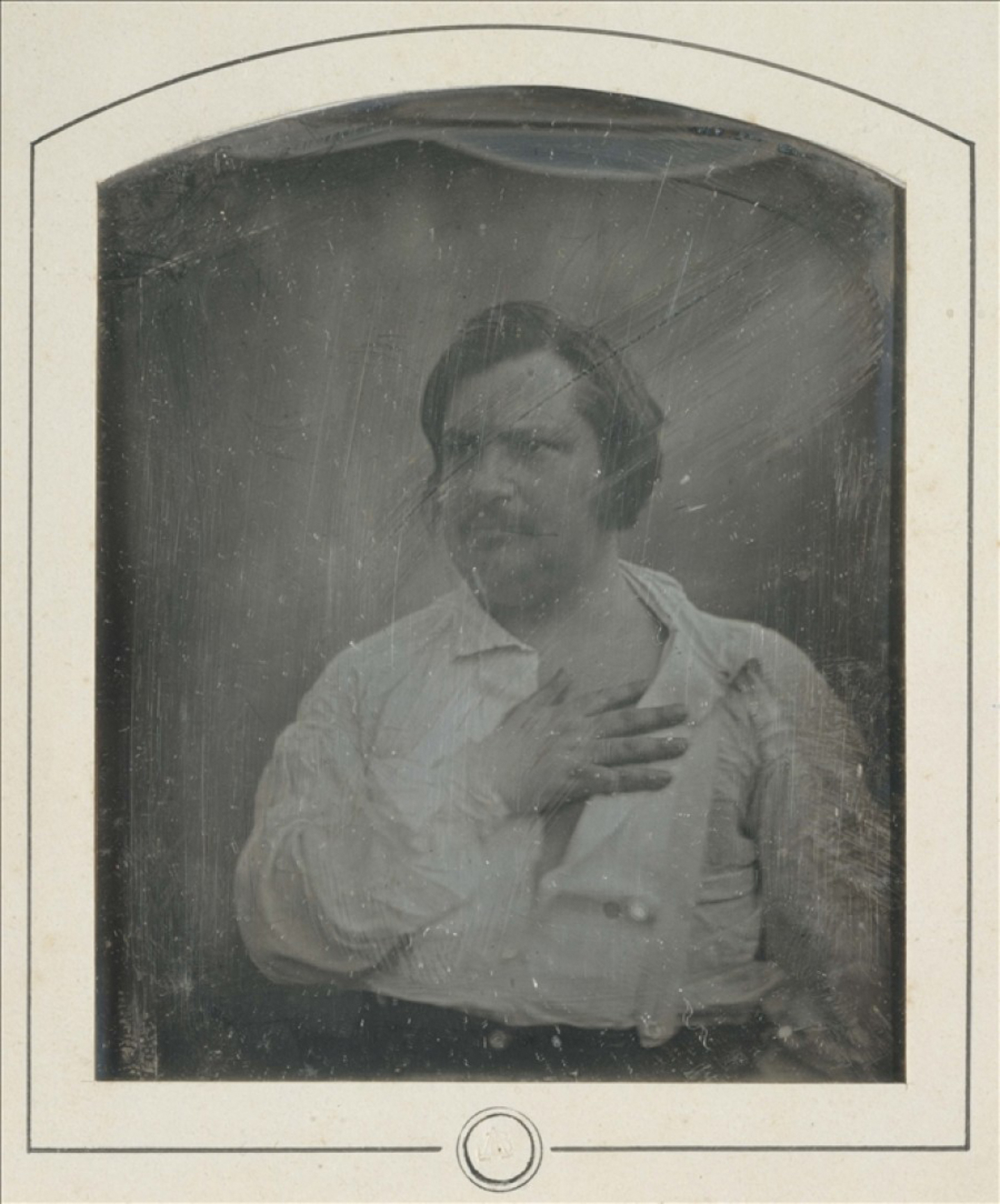
Honoré de Balzac, daguerrotypie, 1842
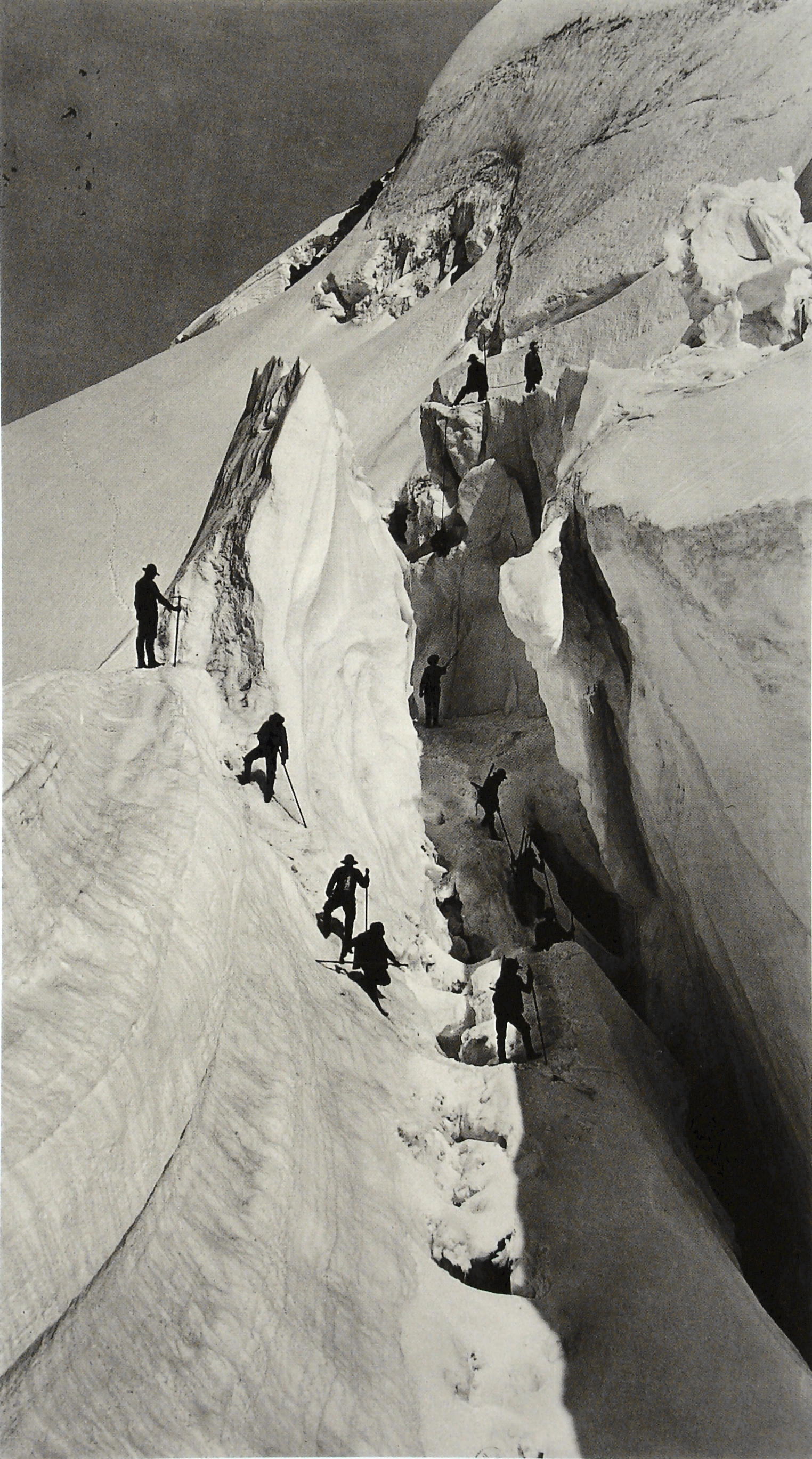
Bratři Bissonovi: Ledovcová trhlina, 1862